# Neel Sethi
Neel Sethi (Hindi: नील सेठी; New York, 2003) is een Amerikaans kindacteur. Hij werd bekend door zijn rol van Mowgli in de Disneyfilm "The Jungle Book" uit 2016, waar hij de enige echte acteur is (de andere personages zijn digitaal). Sethi maakte met deze film zijn filmdebuut. De stemmen van de andere personages werden ingesproken door onder andere Idris Elba, Bill Murray, Ben Kingsley, Scarlett Johansson en Christopher Walken.

## Jeugd
Sethi werd in 2003 geboren in New York.

## Filmografie
| Jaar | Film            | Rol    | Opmerkingen |
| 2013 | Diwali          | Jay    | Korte film  |
| 2016 | The Jungle Book | Mowgli | Hoofdrol    |